# Rue Claude-Debussy (Paris)
Pour les articles homonymes, voir Rue Claude-Debussy.
Ne pas confondre avec le jardin Claude-Debussy, un espace vert du 16e arrondissement de Paris, et avec le square Claude-Debussy, une autre voie du 17e arrondissement de Paris.
La rue Claude-Debussy est une voie du 17e arrondissement de Paris, en France.

## Situation et accès
La rue Claude-Debussy est une voie publique située dans le 17e arrondissement de Paris. Elle débute place Jules-Renard et se termine au 3, boulevard de l'Yser.

## Origine du nom

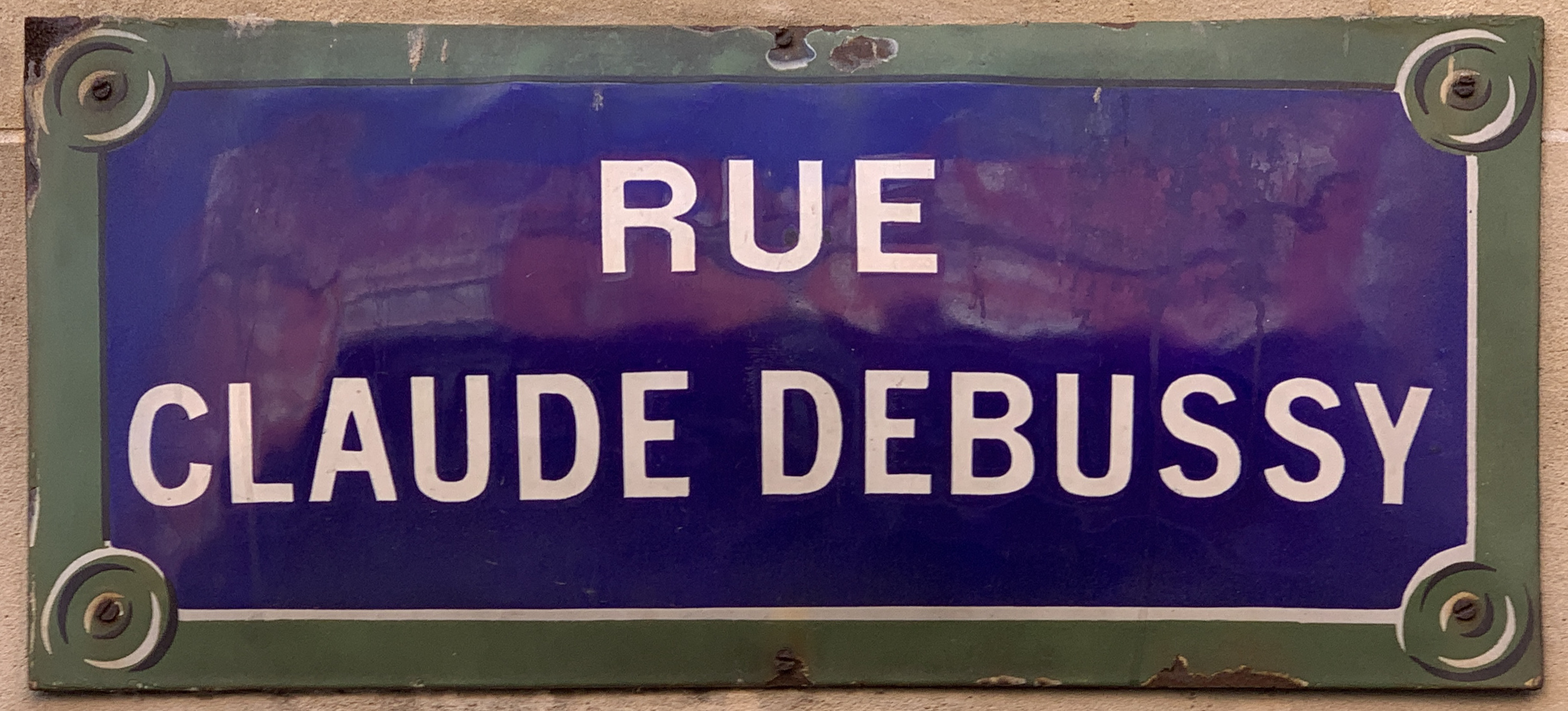
Plaque de la rue.

Elle porte le nom du compositeur français Claude Debussy (1862-1918).

## Historique
Cette rue est ouverte et prend sa dénomination actuelle en 1926 sur l'emplacement du bastion no 49 de l'enceinte de Thiers.